# Сборная Эстонии по футболу (до 23 лет)
Юношеская сборная Эстонии по футболу до 23 лет — представляет Эстонию на международных матчах по футболу. Управляющая организация — Эстонская футбольная ассоциация. Тренером команды является Урмас Кирс.

## Тренерский штаб
| Position          | Name            |
| ----------------- | --------------- |
| Главный тренер    | Урмас Кирс      |
| Ассистент тренера | Индрек Зелински |
| Тренер вратарей   | Андрус Лукьянов |
| Физиотерапевт     | Прийт Ailt      |
| Доктор            | Reedik Пяэзуке  |
| Менеджер          | Любовь Lobõševa |